# Tripadvisor
Tripadvisor és una companyia de viatges en línia estatunidenca que opera un lloc web i una aplicació mòbil amb contingut generat per usuaris i un lloc web de comparació de compres. També ofereix reserves en línia d'hotels i de transport, allotjament, experiències de lleure durant els viatges i restaurants. La seu es troba a Needham a l'estat de Massachusetts. Tripadvisor no admet els comentaris dels usuaris fets en català, els esborra sistemàticament adduint que el català no és una de les seves llengües predeterminades.

## Història

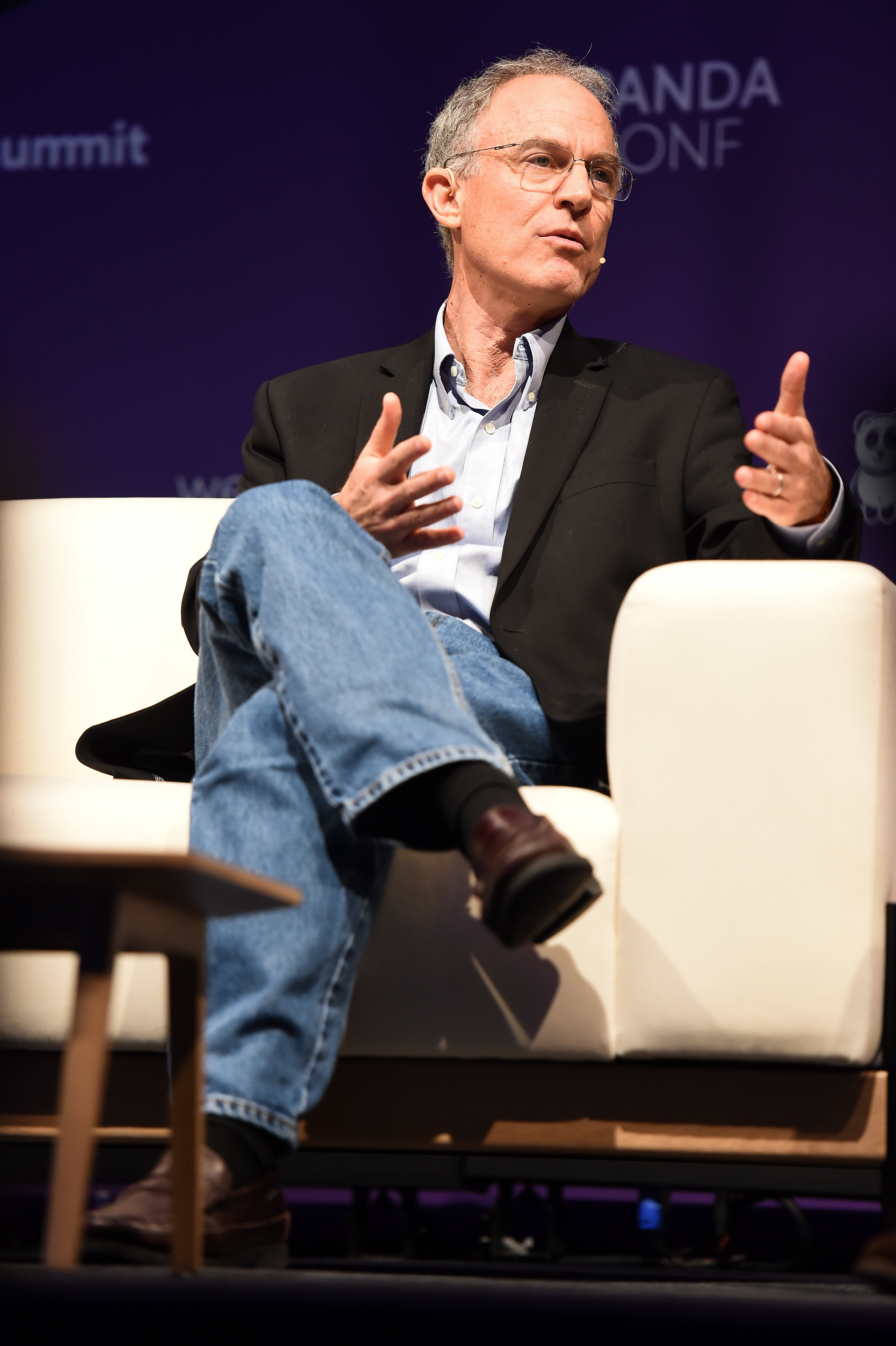
Stephen Kaufer, conseller delegat de TripAdvisor

Tripadvisor va ser fundada per Kaufer, Steinert, Shanny i Palka el febrer del 2000. Kaufer va dir que la idea original no era una xarxa social amb ressenyes generades per usuaris:«Vam començar com un lloc on ens centràvem més en les ressenyes oficials de guies o diaris o revistes. Al principi, també teníem un botó que deia: ‘Afegiu la vostra pròpia ressenya’, i això nois, va ser l'enlairament definitiu». Flagship Ventures, Bollard Grup i uns inversors privats van subministrar el capital llavor.

## Propietat
El 2004, la companyia va ser adquirida per InterActive Corp. L'agost de 2005, IAC va separar el seu grup de negocis de viatges amb el nom d'Expedia, Inc. L'abril de 2009 es va llançar Tripadvisor a la Xina.
El setembre de 2010, SmarterTravel, que forma part de TripAdvisor Media Group, va llançar SniqueAway (ara Jetsetter), el primer lloc exclusiu per a membres on cada oferta de viatges està avalada per les ressenyes dels membres.
A l'abril de 2011, Expedia, aleshores dirigida per Dara Khosrowshahi, va anunciar que es dividiria en dues empreses cotitzades en borsa segregant TripAdvisor. L'empresa derivada es va completar el desembre de 2011. El novembre de 2018, l'empresa va afegir DoorDash, una companyia de repartiment d'apats a domicili a la llista de restaurants.

## Estructura i marques
La marca més destacada de la companyia, Tripadvisor, va assolir els 463 milions de visitants únics mensuals de mitjana el 2019. El lloc web té versions a 48 mercats i en 28 llengües arreu al món. Inclou aproximadament 859 milions de comentaris i opinions sobre aproximadament 8,6 milions d'establiments, inclosos 1,4 milions d'hotels, fondes, bed and breakfast i allotjaments especials, 842.000 propietats de lloguer, 5,2 milions de restaurants i 1,2 milions d'experiències de lleure a tot el món.
El 2019, Tripadvisor va obtenir el 33% dels seus ingressos del Grup Expedia i Booking Holdings i les seves filials, principalment per publicitat de pagament per clic.
Els altres llocs web de la companyia inclouen Airfarewatchdog, Bokun.io, Bookingbuddy, Cruise Critic, Familyvacationcritic, FlipKey, Thefork (inclosos Lafourchette, Eltenedor i Iens.nl), Holidaylettings.co.uk, Holiday Watchdog, Housetrip, Jetsetter, Niumba, Onetime, Oyster, SeatGuru, Smartertravel, Tingo, Vacationhomerentals i Viator.

### Adquisicions
El 2007, la companyia va adquirir Smarter Travel Media (operador de SmarterTravel.com, BookingBuddy.com, SeatGuru.com, TravelPod.com i Travel-Library.com) i The Independent Traveler, editor de Cruise Critic i IndependentTraveler.com.
El 2008, la companyia va adquirir Holiday Watchdog, lloc de viatges generat per l'usuari al Regne Unit, Airfarewogdog, Virtualtourist, un lloc web de viatges amb aproximadament un milió de membres registrats i OneTime.com, un lloc de comparació de viatges així com una participació majoritària a FlipKey.com, un lloc web de lloguer de vacances
L'octubre de 2009, la companyia va adquirir Kuxun.cn, el segon lloc de viatges per a consumidors de la Xina i el motor de cerca d'hotels i vols. Kuxun va ser venut posteriorment a Meituan. El juny de 2010, la companyia va adquirir holidaylettings.co.uk, el lloc web de lloguer de vacances independent més gran del Regne Unit. El juliol de 2011, la companyia va adquirir Where I've Been, una aplicació de Facebook amb seu a Chicago. L'octubre de 2012, la companyia va adquirir Wanderfly, un lloc web d'inspiració de viatges amb seu a Nova York per un import no revelat.
El 2013, la companyia va adquirir:
- Jetsetter, un lloc de venda flash de Nova York.[22]
- LateGuru, una aplicació mòbil d'informació sobre vols i aeroports amb seu a Nova York.[23][24]
- Oyster.com, un lloc web de ressenyes i fotografies d'hotels.[25]

Les adquisicions del 2014 van incloure:
- Vacation Home Rentals i Tripod.[26]
- LaFourchette per 140 milions de dòlars.[27][28]
- Viator per 200 milions de dòlars.[29][30]
- Mytable i Restopolis.[31]

El 2015, la companyia adquirir d'Iens, un lloc web de ressenyes de restaurants neerlandesos, i SeatMe, un lloc web de reserva de taula neerlandès, juntament amb l'empresa emergent portuguesa BestTables, i la startup australiana Dimmi per 25 milions de dòlars.
El 2016, Tripadvisor va adquirir l'empresa emergent Citymaps de Nova York, que va desenvolupar un lloc de mapes socials i un motor de mapes multiplataforma basat en dades d'OpenStreetMap.
L'abril de 2018, la companyia va adquirir l'empresa emergent islandesa Bokun, un proveïdor de programari de reserva de viatges.

## Acomiadaments i reduccions
El 28 d'abril de 2020, TripAdvisor va notificar als empleats que l'empresa eliminaria 600 llocs de treball al Canadà i els Estats Units i 300 més en altres països com a part d'una reducció del 25% de la plantilla a tot el món. La companyia també va dir que tancarien oficines a Boston i San Francisco (tot i que la seu de Needham, Massachusetts, és a l'àrea metropolitana de Boston). La reducció va ser provocada per la pandèmia de COVID-19.